# Александър Йованов
Александър Йованов (на гръцки: Αλέξανδρος Γιοβάνος, Александрос Йованос) е гръцки революционер, деец на гръцката въоръжена пропаганда в Македония.

## Биография
Александър Йованов е роден в мъгленското село Саракиново, тогава в Османската империя. Присъединява се към гръцката пропаганда в борбата ѝ с българските чети на ВМОРО. В 1904 година организира собствена чета в Саракиново. През април 1905 година е основен гръцки капитан в Мъглен. Действа заедно с Емануил Кацигарис. Убит е в сражение.